# Безрисковая процентная ставка
Безрисковая процентная ставка (безрисковая норма доходности) — норма отдачи гипотетического инвестиционного проекта без риска финансовых потерь за определённый промежуток времени.
Поскольку безрисковая процентная ставка может быть приобретена без какого-либо риска, у любого другого инвестиционного вложения, имеющего хоть некоторую степень риска, норма отдачи будет выше, для того чтобы оно стало привлекательным для инвестора.
На практике, для нахождения безрисковой процентной ставки выбирается безрисковая облигация, то есть такая облигация, которую выпускает правительство или орган, чьи риски невыплаты слишком низки, чтобы быть значительными.

## Теоретическая оценка
На данный момент не существует единого консенсуса относительно измерения безрисковой процентной ставки ввиду наличия разногласий в её определении.
Одна из интерпретаций теоретической безрисковой процентной ставки связана с концепцией инфляционных ожиданий Ирвинга Фишера, описанной им в своей книге The Theory of Interest (1930), которая основана на теоретических издержках и выгодах от держания валюты. В модели Фишера она описана как два типа движений, компенсирующих друг друга:
1. Ожидаемый рост денежного предложения должен привести к тому, что инвесторы будут предпочитать текущему потреблению будущий доход.
2. Ожидаемый рост производительности должен привести к тому, что инвесторы будут предпочитать текущему потреблению будущий доход.

Безрисковая ставка может быть положительной или отрицательной, и на практике знак ожидаемой безрисковой ставки достигается согласно установленному институциональному правилу — аналогичной аргументу, описанному Тобином в своей книге Money, Credit and Capital. В системе с эндогенной эмиссией денег, в которой производственные решения и результаты децентрализованы и труднопрогнозируемы, подобный анализ оказывает поддержку концепции о том, что безрисковая ставка непосредственно ненаблюдаема.
Тем не менее, можно заметить, сторонники данной концепцию видят в стоимости эмиссии денег как нечто положительное. Это может быть связано с практической необходимостью некоторого рода (кредитной) валюты для обеспечения специализации труда, ощутимые результаты которой были описаны Адамом Смитом в книге «Богатство народов». Однако Смит не приводит «верхний порог» желаемого уровня специализации труда и не полностью рассматривает механизм её организации на национальном и международном уровне.
Альтернативное (менее распространенное) определение заключается в том, что безрисковая ставка представляет собой временное предпочтение репрезентативным рабочим репрезентативного потребительского набора. Однако, в данном случае безрисковая ставка не может быть непосредственно наблюдаема.
Третья интерпретация (также менее развита) состоит в том, что вместо поддержания покупательной способности, репрезентативный инвестор будет требовать безрисковое инвестиционное вложение для сохранения на должном уровне своей заработной платы.
Учитывая теоретические неясности при определении этого понятия, на практике большинство специалистов в этой области применяют некоторый приблизительный показатель безрисковой ставки либо некоторую сопоставимую ставку, которая теоретически включает в себя безрисковую ставку плюс некоторый риск неплатежеспособности. Однако, имеются некоторые спорные вопросы в данном подходе, которые рассматриваются в следующем разделе.

## Приблизительные показатели безрисковой ставки
Доходность внутренних краткосрочных государственных облигаций является хорошим прокси-показателем безрисковой ставки. В инвестиционном анализе в качестве безрисковой нормы доходности применяется долгосрочная доходность купонных облигаций Казначейства США. Традиционно, государственные облигации являются относительно безрисковыми для внутреннего держателя государственной облигации, поскольку по определению нет риска невыплаты — облигация является формой государственного обязательства, погашаемого выпуском другой формы государственного обязательства (то есть внутренней валюты). Однако, существует тем не менее случаи дефолта по государственным займам. Другая проблема с такими облигациями связана с облигациями с купонными выплатами, поскольку инвестору предварительно неизвестна доходность от реинвестируемых купонов (и, как следствие, доходность не может быть безрисковой).
Существует также риск выпуска правительством больше денег для покрытия своих обязательств, что может снизить стоимость валюты. Однако, это можно рассматривать скорее как форму налога, а не как форму неплатежеспособности, что схоже с сеньоражем.
Кроме того, существует риск для иностранного держателя государственной облигации, поскольку держатель также требует компенсацию за возможные движения валютного курса в дополнении к компенсации, требуемой внутренним держателем. Так как безрисковая ставка должна теоретически исключить любой риск неплатежеспособности, это предполагает, что доходность по заемным обязательствам, принадлежащим иностранному владельцу, не может служить основой для расчёта безрисковой ставки.
Поскольку требуемая доходность государственных облигаций для внутренних и иностранных держателей невозможно разграничить на международном рынке государственных обязательств, то доходность по государственным займам не может служить хорошим показателем безрисковой ставки.
Альтернативной оценкой безрисковой ставки может также выступать межбанковская процентная ставка. Это связано с тем, что банки обладают негласной гарантией, поддерживаемой ролью денежных властей как кредитора последней инстанции. (В системе с эндогенной эмиссией денег денежными властями могут быть частные агенты, так же как и центральный банк) Однако, при наличии неявного риска неплатежеспособности по межбанковской ставке кредитования она не может отражать безрисковую норму доходности.
Те же доводы относятся для других возможных сопоставительных показателей, включая доходность по корпоративным облигациям институтов с рейтингом ААА, являющихся системообразующими (слишком крупными, чтобы рухнуть).
Одним из подходящих прокси-показателей безрискового актива для обеспечения наблюдаемой безрисковой ставки было бы введение некоторой формы международного гарантированного актива, который бы имел гарантированную доходность на неограниченный срок (возможно даже на бесконечный срок). Существуют такие активы, которые могут иметь некоторые из этих гипотетических свойств. К примеру, одним из таких финансовых инструментов могут выступать консоли, которые были выпущены британским правительством в 18 веке.

## Применение
Безрисковая процентная ставка является весьма важным параметром в современной портфельной теории, основанной на модели ценообразования капитальных активов. Существует множество неточностей в данной модели, наиболее базовой из которых является снижение описания полезности от держания акции до ожидаемой средней и дисперсии доходностей портфеля. В реальности, возможна другая полезность от владения акцией, описанной Робертом Шиллером в статье «Stock Prices and Social Dynamics».
Безрисковая ставка также является необходимым входным элементом в финансовых расчётах, таких как модель Блэка-Шоулза для определения цены опционов и коэффициент Шарпа. Следует отметить, что в некоторых финансовых и экономических теориях предполагается, что рыночные участники могут получить заём по безрисковой ставке; на практике, немногие заёмщики имеют доступ к средствам по безрисковой ставке.
Безрисковая ставка доходности является ключевым элементом в расчётах стоимости капитала, таких как стоимость капитала в модели ценообразования капитальных активов. Стоимость капитала, находящаяся под риском, является суммой безрисковой ставки доходности и определённой рисковой премии.

## Примечание
1. ↑  Risk-Free Rate of Return. Investopedia. Дата обращения: 7 сентября 2010. Архивировано 22 февраля 2021 года.
2. 1 2  Malcolm Kemp, Market Consistency: Model Calibration in Imperfect Markets, chapter 5
3. ↑  Fisher Irving, The Theory of Interest. The Macmillan Company. ISBN 978-1-61427-331-8
4. ↑  Adam Smith, «Wealth of Nations». William Strahan, Thomas Cadell. ISBN 9780553585971
5. ↑  Tobin James, «Money, Credit and Capital» (1997). McGraw-Hill/Irwin (1st ed.). ISBN 0070653364
6. ↑  Augusto Graziani[англ.], «The Monetary Theory of Production» (2003). Cambridge University Press. ISBN 9780521812115
7. ↑  Stock Prices and Social Dynamics, Brooking Papers on Economic Activity (1984), pages 457—511